# Zero Insertion Force
Un zócalo de presión nula o ZIF (sigla en inglés de zero insertion force) es un tipo de zócalo que permite insertar y quitar componentes sin forzarlos y de una forma fácil, ya que lleva una palanca que impulsa todos los pines con la misma presión, por lo que también evita que se dañen.
Se usa para microprocesadores, y para microcontroladores, circuitos integrados y cartuchos, como los de la NES.
En los microprocesadores, es eléctricamente como matriz de rejilla de pines aunque gracias a un sistema mecánico es posible introducir el microprocesador sin necesidad de fuerza alguna evitando así el riesgo de ruptura de alguno de sus pines.
Los zócalos ZIF para microcontroladores son de color azul y suelen contar con entre 28 y 40 pines.

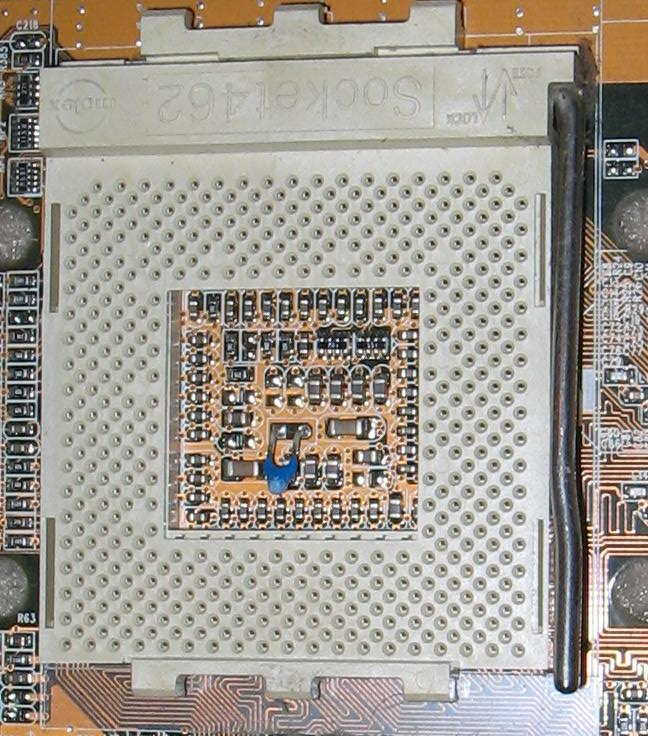
Socket 462, también conocido como Socket A.
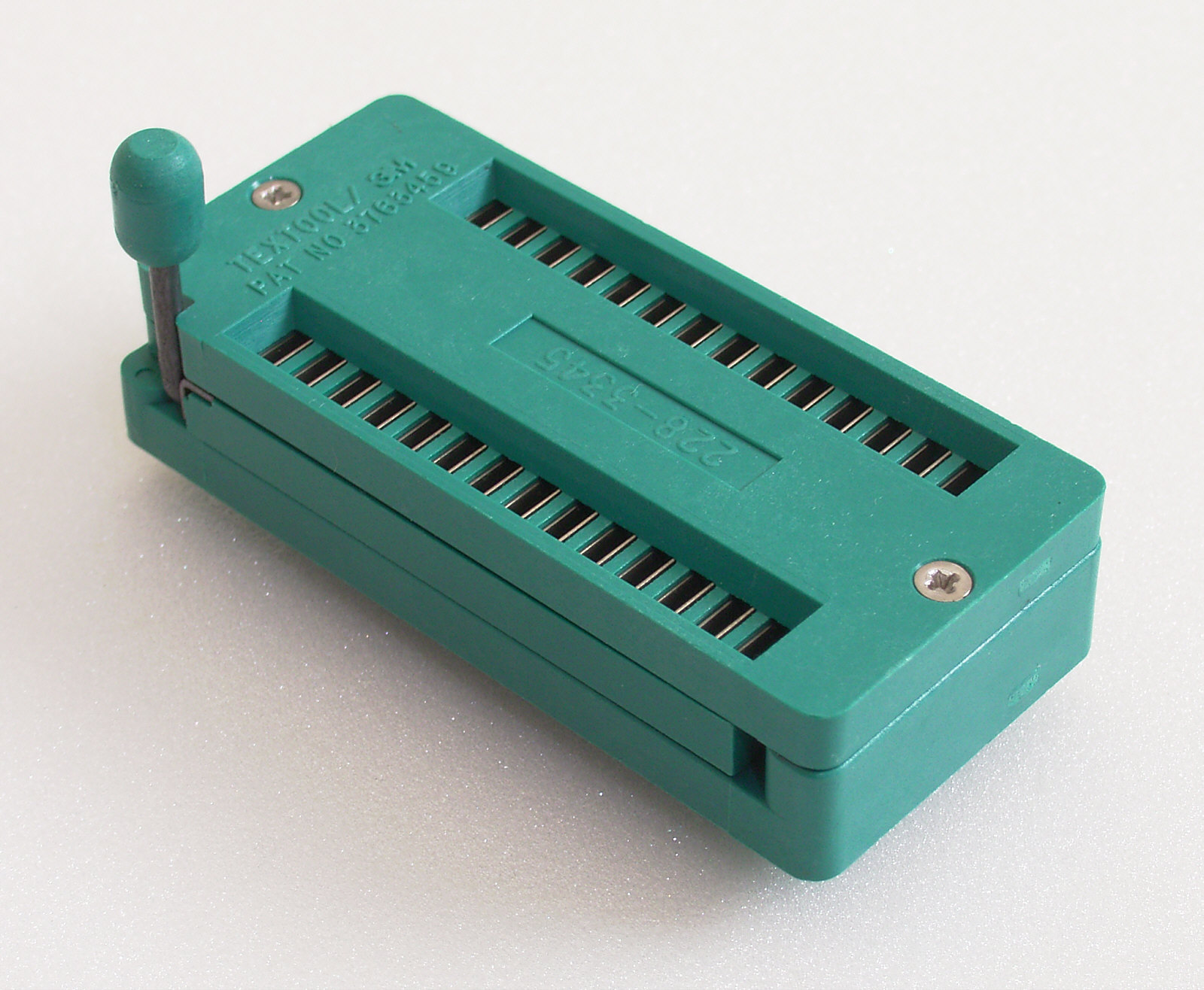
Zócalo ZIF para Dual in-line package (DIP).